# Rue des Petits-Champs
Rue des Petits-Champs är en gata i Quartier du Palais-Royal, Quartier Gaillon och Quartier Vivienne i Paris 1:a och 2:a arrondissement. Rue des Petits-Champs, som börjar vid Rue de la Banque 1 och slutar vid Avenue de l'Opéra 26, är uppkallad efter de små fält (petits champs) som bredde ut sig i området.

## Omgivningar
- Notre-Dame-des-Victoires
- Palais-Royal
- Jardin du Palais-Royal
- Place des Victoires
- Bibliothèque nationale de France
- Square Louvois

## Bilder
| - Notre-Dame-des-Victoires. - Palais-Royal. - Jardins du Palais-Royal. - Square Louvois. |

## Kommunikationer
- Tunnelbana – linjerna   – Palais Royal – Musée du Louvre
- Tunnelbana – linje  – Quatre-Septembre
- Busshållplats Bibliothèque Nationale – Paris bussnät, linje 29

### Webbkällor
- ”Rue des Petits-Champs”. Mairie de Paris. http://www.v2asp.paris.fr/commun/v2asp/v2/nomenclature_voies/Voieactu/7302.nom.htm. Läst 11 mars 2021.
- ”Rue des Petits-Champs”. Les rues de Paris. http://www.parisrues.com/rues01/paris-01-rue-des-petits-champs.html. Läst 11 mars 2021.